# Sandra Simovich

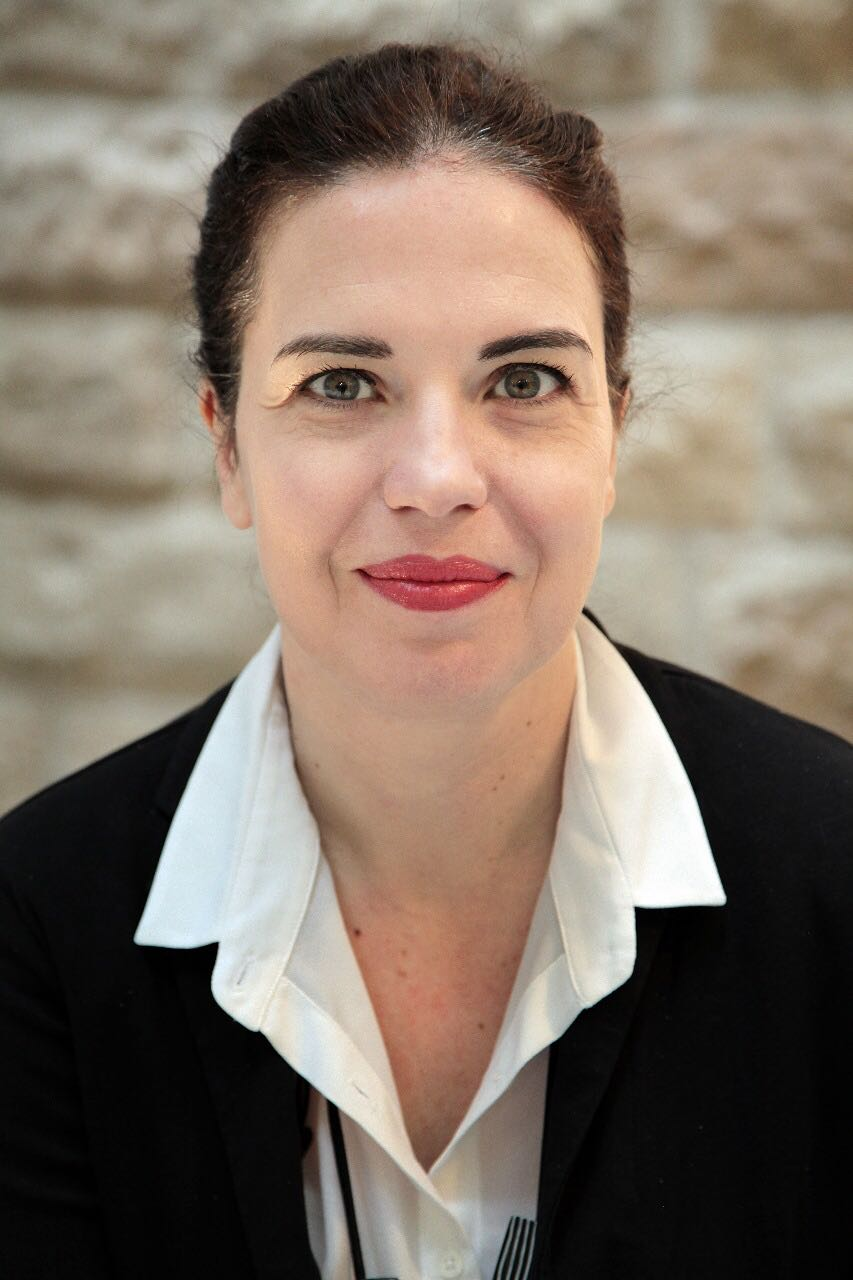
Foto: Antonio Lovrincevic

Sandra Simovich (* 1974 in Iași, Rumänien) ist eine rumänisch-israelische Diplomatin, die von August 2017 bis August 2021 als Generalkonsulin Israels in München fungierte.

## Biografie
Simovich emigrierte 1981 mit ihrer Familie nach Israel. Nach Beendigung ihres Wehrdienstes in der Israelischen Armee studierte sie ab 1994 Rechtswissenschaften an der Universität Tel Aviv. Hier erhielt sie 1998 ihren Bachelor-Abschluss und 2009 den Master-Abschluss.
Im Jahr 2000 absolvierte sie den Kadettenkurs des israelischen Außenministeriums. In den Jahren 2000–2005 war sie stellvertretende Botschafterin in Rumänien. Von 2005 bis 2009 arbeitete sie in der Abteilung für Menschenrechte im Referat für internationale Organisationen des israelischen Außenministeriums und war später stellvertretende Direktorin der Abteilung für Südasien und Südostasien.
2012 wurde sie zur politischen Beraterin für auswärtige Angelegenheiten an der israelischen Botschaft in Berlin ernannt.
Von 2014 bis 2017 war sie Abteilungsleiterin am Zentrum für politische Forschung des Außenministeriums in Israel, das sich mit Informationsmanagement und Außenbeziehungen befasst.
Von 2017 bis 2021 war sie Generalkonsulin Israels für den Verantwortungsbereich Süddeutschland in München. Das Generalkonsulat des Staates Israel in München ist das einzige Generalkonsulat in der Europäischen Union.
Zwischen 2021 und 2024 leitete sie die Abteilung für Zentraleuropa im Außenministerium. Seit 2024 ist sie  außerordentliche Gesandte und bevollmächtigte Botschafterin in Lettland.
Simovich ist Mutter zweier Kinder.